# Rožnik
Rožnik je grič nad Ljubljano. Razgledni vrh ob parku Tivoli in nad Rožno dolino je skupaj s potmi nanj priljubljena sprehajalna točka Ljubljančanov.

## Lega, okolica, znamenitosti
Najvišji vrh Rožnika se imenuje Šišenski hrib (430 m), bolj obiskan pa je Rožnik v ožjem pomenu, Cankarjev vrh (394 m), poimenovan po pisatelju Ivanu Cankarju, ki je v letih med 1910 in 1917 živel na kmetiji in gostilni na tem mestu. Med Cankarjevim vrhom in Šišenskim hribom je še manj izrazit vrh, imenovan Drenikov vrh (378/386 m). Ta vrh je neoznačen in malo obiskan, ker tik pod vrhom stoji zasebna hiša, mimo katere ga obide sprehajalna pot med Cankarjevim vrhom in Šišenskim hribom.
Stranski vrhovi Šišenskega hriba so Tivolski vrh (387 m) na jugovzhodu z vmesnim (neimenovanim) vrhom (okoli 400 m) pri križišču štirih poti pod Šišenskim hribom (na višini 388 m) ter Veliki Rakovnik (358 m) na severnem grebenu Rožnika in nekoliko odmaknjen Debeli hrib (374 m) med Mostecem in Šiško na severu.
Rožnik na jugu meji na nekdaj močvirno Rožno dolino, četrt urejenih nekdanjih delavskih hiš in vzporedno elitnih vil pomembnih Ljubljančanov, kakršni so bili trgovec Franc Kollmann, župan Ivan Hribar, književni kritik Josip Vidmar in rodbina Vidmar. Med nekdanjii vilami najbolj izstopa protokolarni objekt Vila Podrožnik, poleg nje je rezidenca ameriške ambasade. Nedaleč je belgijska rezidenca, v njej je nekdaj bivala soproga Antona Slodnjaka. V gozdiču na južni strani Rožnika je območje hiš veljakov nekdanje države in v smeri proti Čadu hiša pionirke slovenske gledališke igre, Marije Vere v modernističnem slogu bauhaus (arhitekt Maks Strenar). Pri hiši se začne tudi »Trim steza Marija Vera«, opremljena s telovadnimi orodji.
Velik del jugozahodnega pobočja Rožnika (ok. 20 ha) zaseda ljubljanski Zoološki vrt. Na prostoru ob Glinščici pa je zrasel nov naravoslovni (biološki oz. biotehniški) univerzitetni center. Zahodni del je zaradi dveh mokrišč ekološko zaščiteno območje (Naravni rezervat Mali Rožnik oz. Mali in Veliki Rakovnik); meji na četrtno skupnost Koseze. Severozahodna dolinica Mostec je znana po potokih in mostičkih ter po smučarskih skakalnicah.
Severni in severovzhodni del Šišenskega hriba meji na katastrsko občino Šiška, na tem predelu hriba stoji samoten opečnat stolp, ki je bil uporabljan kot stolp smučarske skakalnice z iztekom nad Vodnikovo cesto. Skakalnico blizu Galetovega gradu so opustili v šestdesetih letih. Nedaleč od skakalnice je tudi Vodnikova domačija. Na robu gozda nad predelom Spodnje Šiške stoji razvaline opuščenega Hotela Bellevue, v 2000. denacionalizirana in trenutno zanemarjena zgradba, ki je bila značilno historična arhitektura.
Zahodni del Rožnika meji na park Tivoli in mestno jedro. Ob vznožju hriba sta Cekinov grad in Grad Tivoli, za katerim stoji Hotel Tivoli, imenovan Švicarija, iz leta 1910. V prenovljeni stavbi je od leta 2017 Ustvarjalni center Švicarija, ki deluje v sklopu Mednarodnega grafičnega likovnega centra (MGLC). V njem so delovni in bivalni ateljeji za domače umetnike in rezidenčni prostori za mednarodne ustvarjalce ter gostinski lokal, ki pa je že nekaj časa (2018-19) prazen. V bližini Švicarije se začenja tudi krožna Jesenkova pot, učna pot, imenovana po slovenskem botaniku Franu Jesenku. Ob njej so zasajene domače in eksotične vrste dreves, ki so označena s slovenskimi in latinskimi imeni.
Na vrhu stoji gostilna z vrtom. V gospodarskem poslopju zraven je ljubljanski Mestni muzej uredil Cankarjevo spominsko sobo. Cankar se je leta 1910 po vrnitvi z Dunaja naselil najprej v mali sobi v poslopju desno od spominske sobe, zatem je bival v prvem nadstropju gostilne z oknoma proti cerkvi in od leta 1914 do konca avgusta ali začetka septembra 1917 v manjši kamri zraven. Gostoljubje so mu nudili lastnica gostilne Štefanija Franzot, poročena Bergman, in po njenem odhodu sorodniki. Tu je 1910 napisal knjigo Bela krizantema, zbirko novel Volja in moč (1911), dramo Lepa Vida (1912), ljubezensko pravljico Milan in Milena (1913), črtice Moje življenje (1914), med vojno pa zbirko črtic Podobe iz sanj.
Na dvorišču je bil leta 1948, ob 30. obletnici pisateljeve smrti, postavljen njegov doprsni kip, delo Frančiška Smerduja. 
Nad hišo stoji poznobaročna Cerkev Marijinega obiskanja, na livadi pod njo pa je prostor za prireditve ali slavnosti. Na tem mestu je tradicionalno vsakoletno praznovanje praznika dela (1. maj). Ob tej priložnosti se pred cerkvijo prižge kres, katerega so pred uveljavitvo praznovanja 1. maja kurili za kresno noč - god Sv. Janeza Krstnika, 21. junija. Prav ime za grič Rožnik izvira iz staroslovensko ime za mesec junij. Dandanes na kresno noč ob ognju podelijo literarno nagrado kresnik.